# Nebenland
Der Begriff Nebenland wird in unterschiedlicher politischer Bedeutung verwendet, so dass eine einheitliche Definition unmöglich ist. Am zutreffendsten ist es, als Nebenland denjenigen Teil eines Staatsverbandes zu bezeichnen, der eine politisch untergeordnete Rolle spielt, sodass er an dem wesentlichen Inhalt des im Hauptland konzentrierten Staatslebens keinen Anteil hat.
Häufig werden Gebiete als Nebenland bezeichnet, die geographisch vom Hauptteil eines Staates getrennt sind. So sind etwa die Inseln Spitzbergen und Bouvetinsel Nebenländer von Norwegen, die Kurpfalz war bis zum Hausvertrag von Pavia 1329 ein Nebenland des Herzogtums Bayern.
Während der Zeit des Nationalsozialismus war Nebenland ein Euphemismus für von Deutschland abhängige Gebiete, die staatsrechtlich dem Deutschen Reich zwar angegliedert, aber nicht gleichberechtigt waren, wie etwa das Generalgouvernement.
Als Nebenländer werden häufig auch Gebiete genannt, die mit einem größeren Staat zwar nicht staatsrechtlich zusammengehören, aber durch einen gemeinsamen Herrscher in Personalunion verbunden sind. In der Habsburgermonarchie etwa war Kroatien ein Nebenland Ungarns, Schlesien bzw. später Österreichisch-Schlesien war ein Nebenland von Böhmen. In ihrer geschichtlichen Entwicklung waren auch die heutigen Regionen Ober- und Niederlausitz jahrhundertelang Nebenländer des Königreichs Böhmen: Die Oberlausitz, zunächst Gau Milsca, später Land Budissin genannt, von 1076 (mit Unterbrechungen in den Jahren 1253–1319 und 1469–1490), bis 1635; die Niederlausitz hingegen von 1367 bis 1635.
Des Weiteren kann auch eine Kolonie in der speziellen Form eines Nebenlandes auftreten.